# ブラヴィッシーモ!
ブラヴィッシーモ!(BraviSEAmo!)は、2004年（平成16年）7月17日から2010年（平成22年）11月13日まで、東京ディズニーシーのメディテレーニアンハーバーで行われていた夜の水上ショー。
開始当初のキャッチフレーズは、「火は水に恋をした」、「最高という名の奇跡」。
NTTドコモがスポンサーになっていた。

## 概要
このショーは、東京ディズニーシーのグランドオープン日（2001年（平成13年）9月4日）から2004年（平成16年）4月22日まで行われた『ディズニーシー・シンフォニー』の後を受けて始まったものである。『ディズニーシー・シンフォニー』は、ミッキーマウスが主役でミッキーマウスを中心にショーが展開していったが、『ブラヴィッシーモ!』ではミッキーマウスは序盤の数分のみ、狂言回し的な出演で、その後は、ディズニーキャラクターは一切出てこない。（終盤に、ミッキーマウスが台詞のみで登場する。）
また、音楽も『ディズニーシー・シンフォニー』ではディズニーミュージックを多数使用していたが、『ブラヴィッシーモ!』ではディズニーミュージックを一切使用しておらず、オリジナルの「Swept Away」という楽曲がメインテーマになっている。
最初は、ミッキーマウスを乗せたバージ船が登場する。ミッキーマウスがストーリーを解説したあと、水の精「ベリッシー」が姿を現す。そして次に火の精「プロメテオ」が登場（この時はプロメテウス火山が噴火する）。メディテレーニアンハーバーの水面が炎に包まれる。その後2人は出会いクライマックスを迎える。
このショーは、一度音楽が変更されており、ベリッシーとプロメテオおよびエンディング時の楽曲が一部削除された。そのため、変更される前と比べ若干公演時間が短くなっている（楽曲自体のリニューアルではない）。
グランドオープン前となる7月15日にプレミアパーティーが開催された。リドアイルの特設ステージでは火の精と水の精によるダンスが行われ、設置された鐘を鳴らし『ブラヴィッシーモ!』の始まりを告げた。
なお、2011年（平成23年）4月23日（東日本大震災の影響により同年4月28日に延期）に「ファンタズミック!」の導入が決定したことから、ブラヴィッシーモ!は2010年（平成22年）11月13日をもって公演を終了した。

### ブラヴィッシーモ!〜スペチアーレ〜
2007年（平成19年）1月11日から東京ディズニーシーで開催されていたスペシャルイベント『東京ディズニーシー・シーズン・オブ・ハート』に合わせ、2007年（平成19年）2月14日から3月14日まで「ブラヴィッシーモ!」も「ブラヴィッシーモ!〜スペチアーレ〜」というスペシャルバージョンとして開催されていた。
通常のブラヴィッシーモ!の後に、日本語歌詞版の「Swept Away」が流れる中をミッキーマウス、ミニーマウス、アラジン、ジャスミン、アリエル、エリック王子たちが乗った船がメディテレーニアンハーバーを周回した。

## 名称
ブラヴィッシーモ!とは、「凄い」や「素晴らしい」の意味をもつイタリア語「ブラボー(Bravo)」の最上級「ブラヴィッシモ(Bravissimo)」に、東京ディズニーシーの「シー(Sea)」を組み合わせたディズニーの造語である。
このため、ブラヴィッシーモ!(BraviSEAmo!)のSEA部分は、大文字で記述される。

## ストーリー
水の精「ベリッシー」と火の精「プロメテオ」は別の世界に住んでおり、お互いに顔を合わせることが無かった。しかし、ある日のこと…

## 音楽

### 開催前
ブラヴィッシーモ!開催15分前から開催5分前に流れていたBGMは、以下の通り。
～ 2008年（平成20年）3月
1. 「静かなる湿原」 … 宗次郎
2. 「Tea-House Moon」 … Enya

2008年（平成20年）3月 ～
1. ｢水の旅人｣　… 宗次郎
2. ｢水の妖精｣　… 宗次郎

### 開催後
ブラヴィッシーモ!開催後には、男女デュエットによる歌が流れ、プロメテオの電飾が瞬いている。この時に流れるデュエット曲のタイトルは「Swept Away」。

### メディア
「東京ディズニーシー ブラヴィッシーモ!」 2004年（平成16年）9月1日発売ショーの本編が収録されたCD。音楽が短縮される前に発売されたものであるため、現在のものとは一部異なる部分がある。なおショー終了後の「Swept Away」は収録されていない。音楽担当はハリウッドの映画音楽の巨匠ハンス・ジマーのプロダクション出身のギャビン・グリーナウェイ。
「東京ディズニーシー ディス・イズ・東京ディズニーシー!」 2004年（平成16年）9月1日発売このDISC2のトラック7に収録されている。収録されているものは上のCDのものと同じ。
「東京ディズニーシー ブラヴィッシーモ!コンプリート」2007年（平成19年）2月21日発売「ブラヴィッシーモ!」の本編の楽曲以外にもショー終了後の「Swept Away」のデュエットも収録したコンプリート盤。「Swept Away」はCD化は初となる。「Swept Away」は英詞版のほかに、「ブラヴィッシーモ!〜スペチアーレ〜」で使用されている日本語歌詞版も収録。また、開催5分前からのBGMも収録されている。

## 公演情報
公演情報
- 公演回数：1日1回
- 公演時間：約15分
- 公演場所：メディテレーニアンハーバー全域
- 出演キャラクター：ミッキーマウス
- ベリッシー：高さ約11m
- プロメテオ：高さ約14m、幅約32m
- パイロの数：約850発
- 投資額：約30億円

## その他

### ディズニーリゾートライン
記念パスネットを販売。東京ディズニーランドの『ブレイジング・リズム』とセット。
- 販売数：限定1万セット

### "エンジョイ!"東京ディズニーシー・オータムパスポート
『ブラヴィッシーモ!』のスタートを記念し、どちらかのパークに来園した人限定で特別価格でチケットを購入できるキャンペーン。
- 販売期間：2004年7月17日～8月31日
- 対象期間：2004年9月15日～10月31日
- 対象パーク：東京ディズニーシー
- 料金：大人4,300円、中人3,800円、小人3,200円